# Nationalheld

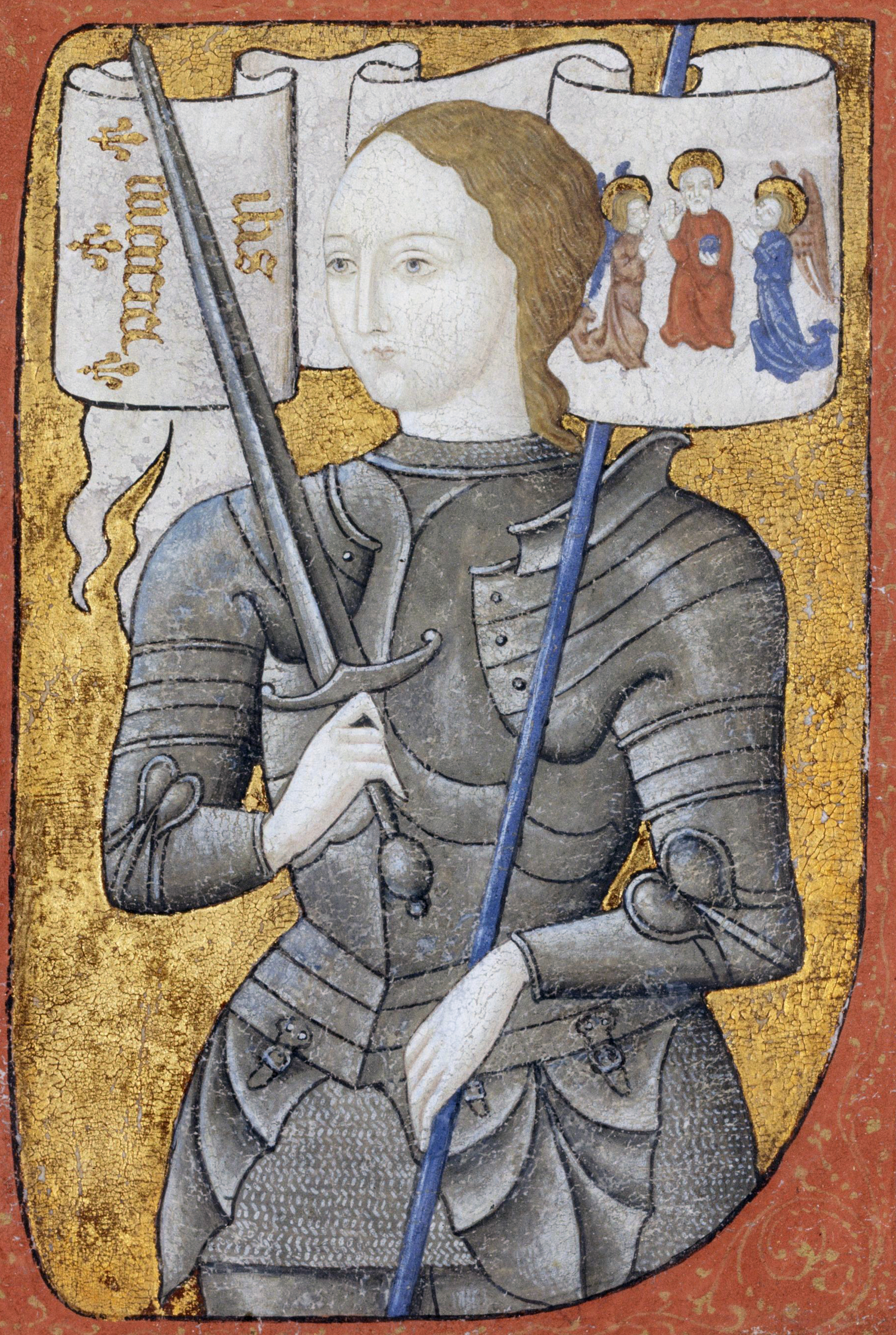
Jeanne d’Arc wurde im Alter von 19 Jahren hingerichtet und posthum heilig gesprochen

Als Nationalheld bzw. Nationalheldin  bezeichnet man Personen, die Teil des politischen Mythos einer Nation sind.
Der politische Mythos um Personen, die idealisiert und zu Nationalhelden gemacht werden, dient der Personalisierung der Geschichte. Die Komplexität geschichtlicher und politischer Prozesse wird auf diese Weise aus dem Geschichtsbild einer Gesellschaft ausgeblendet und auf wenige Faktoren reduziert. Die Berufung auf Nationalhelden erzeugt den Eindruck einer historischen Tradition und Kontinuität, „so dass die Gegenwart als Ergebnis der Leistung der mythisch verklärten Person gesehen wird“.
Damit erfüllt die Erzählung von Nationalhelden wie auch andere politische Mythen eine sinnstiftende Funktion für die Gemeinschaft. Als „Erzieher des ganzen Volkes“ sollen die Nationalhelden mit ihrem stilisierten Vorbild und ihrer historischen Leistung den Mitgliedern der Nation eine Handlungsorientierung bieten.

## Definition
Für die Benennung von Nationalhelden ist einerseits das Selbstverständnis der jeweiligen Nation entscheidend, sowie die vorhandenen Berichte hinsichtlich der Verdienste, die eine Heldenfigur für die Nation oder ihre staatliche Unabhängigkeit erbracht hat. Daher beruht die Benennung eines Nationalhelden oder einer Nationalheldin nicht unbedingt auf den tatsächlichen Verdiensten, sondern in erster Linie auf deren Wahrnehmung. Nationalhelden wird zugeschrieben eine Nation entweder begründet, mitbegründet, befreit oder verteidigt zu haben. Voraussetzung dafür ist eine existierende Gemeinschaft, die zwar nicht unbedingt eine eigene Nation haben muss, aber zumindest eine gemeinsame gesellschaftliche Grundlage. Der Status Nationalheld kann von unterschiedlicher Dauer sein, da auch die zugeschriebenen Verdienste sich im Zuge von gesellschaftlichen Rahmenbedingungen verändern können.

## Ernennung auf Zeit
Entscheidend für die Benennung von Nationalhelden ist dabei vor allem die gesellschaftliche Anerkennung. Ändert sich die Wahrnehmung und diese Anerkennung hat keinen Bestand mehr, so hört die Person auf ein Nationalheld zu sein. Der Historiker Thomas Nipperdey stellte 1968 fest ein Nationaldenkmal sei das Denkmal, was als solches gilt.
Der Historiker Dieter Langewiesche geht davon aus, dass diese Feststellung sich auch auf den Status von Nationalhelden übertragen lässt. Aber im Lauf der Zeit ändern sich politische und gesellschaftliche Verhältnisse, Staaten entstehen und vergehen und auch die Wahrnehmung der Verdienste nationaler Helden unterliegt diesem Wandel.
In den USA werden seit der Jahrtausendwende zunehmend Denkmäler von Südstaatengenerälen wie zum Beispiel Robert Edward Lee demontiert. Obwohl Teile der Bevölkerung ihn nach wie vor verehren, war dazu im Vorfeld eine öffentliche Diskussion über seine vermeintlichen Verdienste und tatsächlichen Verfehlungen notwendig. Insbesondere über die Entfernung der Statue aus dem Kapitol in Washington wurde international berichtet.

## Beispiele
Bekannte Beispiele für Nationalhelden sind der hingerichtete Freiheitskämpfer William Wallace in Schottland, der Schweizer Freiheitskämpfer Wilhelm Tell sowie Jeanne d’Arc, die den Status einer katholischen Heiligen erlangt hat.
In Deutschland gehört die Stilisierung des Arminius zum Nationalhelden Hermann der Cherusker und Siegfried dem Drachentöter zu den wichtigen Elementen der Herausbildung eines deutschen Landes- und Nationalbewusstseins seit der Frühen Neuzeit. Im 19. Jahrhundert nutzte die wachsende Nationalbewegung bekannte Personen aus der deutschen Geschichte, um zu Ehren dieser Personen Feste zu feiern und Denkmäler einzuweihen. Dabei erhielten kulturgeschichtliche Anlässe eine nationalpolitische Bedeutung. Der Bau des Hermannsdenkmal zu Ehren von Arminius ab 1838 ist dabei das bekannteste Beispiel. Eine ähnliche Rolle spielen das Gutenbergfest 1837 in Mainz, die Einweihung von Denkmälern für Schiller 1839 in Stuttgart, für Dürer 1840 in Nürnberg oder für Bach in Leipzig 1843, bei denen sich die bürgerlichen Schichten als nationale Gesellschaft darstellen konnten.
Eine ähnliche Rolle wie „Hermann der Cherusker“ für die Deutschen nahm für die französische Nation, vor allem im späten 19. Jahrhundert, der legendäre Gallierhäuptling Vercingetorix ein.
In mehreren südamerikanischen Ländern gelten die Unabhängigkeitskämpfer Simón Bolívar und José de San Martín als Nationalhelden.
In vielen Ländern gelten auch die Gründerväter und verdienstvolle Politiker bzw. Regierungsführer als Nationalhelden, etwa in den Vereinigten Staaten, aber auch Giuseppe Garibaldi in Italien.
Freiheitskämpfer, die entweder ihr Land oder einzelne Bevölkerungsgruppen im Kampf gegen Unterdrückung, Kolonialismus oder soziale Ungerechtigkeit unterstützt haben, werden ebenfalls oft als Nationalhelden verehrt. Hierzu zählen unter anderem Mohandas Karamchand Gandhi, als Anführer der indischen Unabhängigkeitsbewegung sowie Nelson Mandela (1918–2013) als Überwinder der Apartheid in Südafrika. Dasselbe trifft auch auf Seewoosagur Ramgoolam zu, der sich auf Mauritius erfolgreich für die Unabhängigkeit der Insel eingesetzt hatte. Der Schweizer Nationalheld Wilhelm Tell, der mitgeholfen haben soll, die Urkantone von der Herrschaft der Habsburger zu befreien, ist zwar eine Legende, dennoch spielt er bis heute eine wesentliche Rolle im Unabhängigkeitsdenken der Eidgenossenschaft. 
In einigen Ländern ist oder war Nationalheld auch die Bezeichnung für einen Verdienstorden (vgl. Nationalheld Jamaikas sowie Held der DDR).